# Явгес (река)
Явгес — река в России, протекает по Калевальскому району Карелии.
Вытекает из южной оконечности озера Явгес на высоте 111,9 м над уровнем моря в 5 км юго-восточнее посёлка Кепа. Устье реки находится в 51 км по правому берегу реки Кепа. Длина реки составляет 11 км.

## Данные водного реестра
По данным государственного водного реестра России относится к Баренцево-Беломорскому бассейновому округу, водохозяйственный участок реки — Кемь от Юшкозерского гидроузла до Кривопорожского гидроузла. Речной бассейн реки — бассейны рек Кольского полуострова и Карелии, впадает в Белое море.
Код объекта в государственном водном реестре — 02020000912102000004393.